# Alois Mühlbacher
Alois Mühlbacher (Hinterstoder, 1995) è un cantante austriaco. Da bambino ha una carriera di successo come voce bianca solista nel coro dei St. Florianer Sangerknaben. Prosegue quindi da adulto la sua attività di cantante come controtenore, specializzato nel repertorio liederistico.

## Biografia
Nato nel 1995 in Austria, Alois Mühlbacher si unisce nel 2005 al coro dei St. Florianer Sangerknaben di cui diviene voce bianca solista, protagonista in numerosi concerti, tournée e registrazioni. Tra le sue interpretazioni più importanti ci sono la parte di soprano nella Sinfonia n. 4 (Mahler) al Festival di Salisburgo e il ruolo di Yniold in "Pelleas et Melisande" a Tokyo. Interpreta la parte del giovane pastore nel Tannhäuser di Richard Wagner per la Staatsoper di Vienna ed è uno dei tre geni nella registrazione de Il flauto magico di Wolfgang Amadeus Mozart, diretta da René Jacobs. Nel 2010 fa sensazione la sua partecipazione in Alcine di Georg Friedrich Händel, sempre alla Staatsoper di Vienna, sotto la direzione di Marc Minkowski, di cui viene pubblicato anche il DVD da Arthouse. Per la prima volta in una ripresa moderna la parte di Oberto, scritta nel 1735 dal compositore per la voce bianca di William Savage, è riproposta secondo il timbro originario. Nel 2011 Mühlbacher è tra i  protagonisti di "Christmas in Vienna", concerto trasmesso su ORF e ARTE. Tra le sue numerose registrazioni su CD, accompagnato dal pianista Franz Farnberger, spiccano l'aria della Regina della Notte da Il flauto magico di Mozart, quella di Zerbinetta da Ariadne auf Naxos di Richard Strauss e Lieder di Gustav Mahler.
Anche dopo che la sua voce è cambiata per la mutazione naturale, la sua carriera è continuata, quasi senza interruzione, come controtenore. Ha cantato al galà di apertura per il nuovo Teatro dell'Opera di Vladivostok, al Concerto di Capodanno dell'Orchestra Mozarteum di Salisburgo al Großes Festspielhaus. Si è cimentato sia in opere (Orlofsky in Il pipistrello di Johann Strauss, Apollo in Apollo et Hyacinthus di Wolfgang Amadeus Mozart) sia in oratori (Daniele in Susanna di Georg Friedrich Händel, sotto la direzione di Martin Haselböck al Grosse Musikvereinssaal). Nel dicembre 2016 è stato solista contralto nell'Oratorio di Natale di Johann Sebastian Bach (Monaco, Herkulessaal) e nella Messa minore B (Grosse Musikvereinssaal).
La sua passione speciale, tuttavia, è cantare lieder. Sempre accompagnato dal pianista Franz Farnberger, ha tenuto numerosi concerti “Liederabend” (tra gli altri, al Kristallsaal di Waidhofen, ai Bruckner Days di St. Florian e alla Bruckner House di Linz), abbracciando un ampio repertorio, che va da Franz Schubert a Richard Strauss. Parallelamente al suo lavoro di cantante, ha studiato recitazione a Linz.